# Øvresetertjern

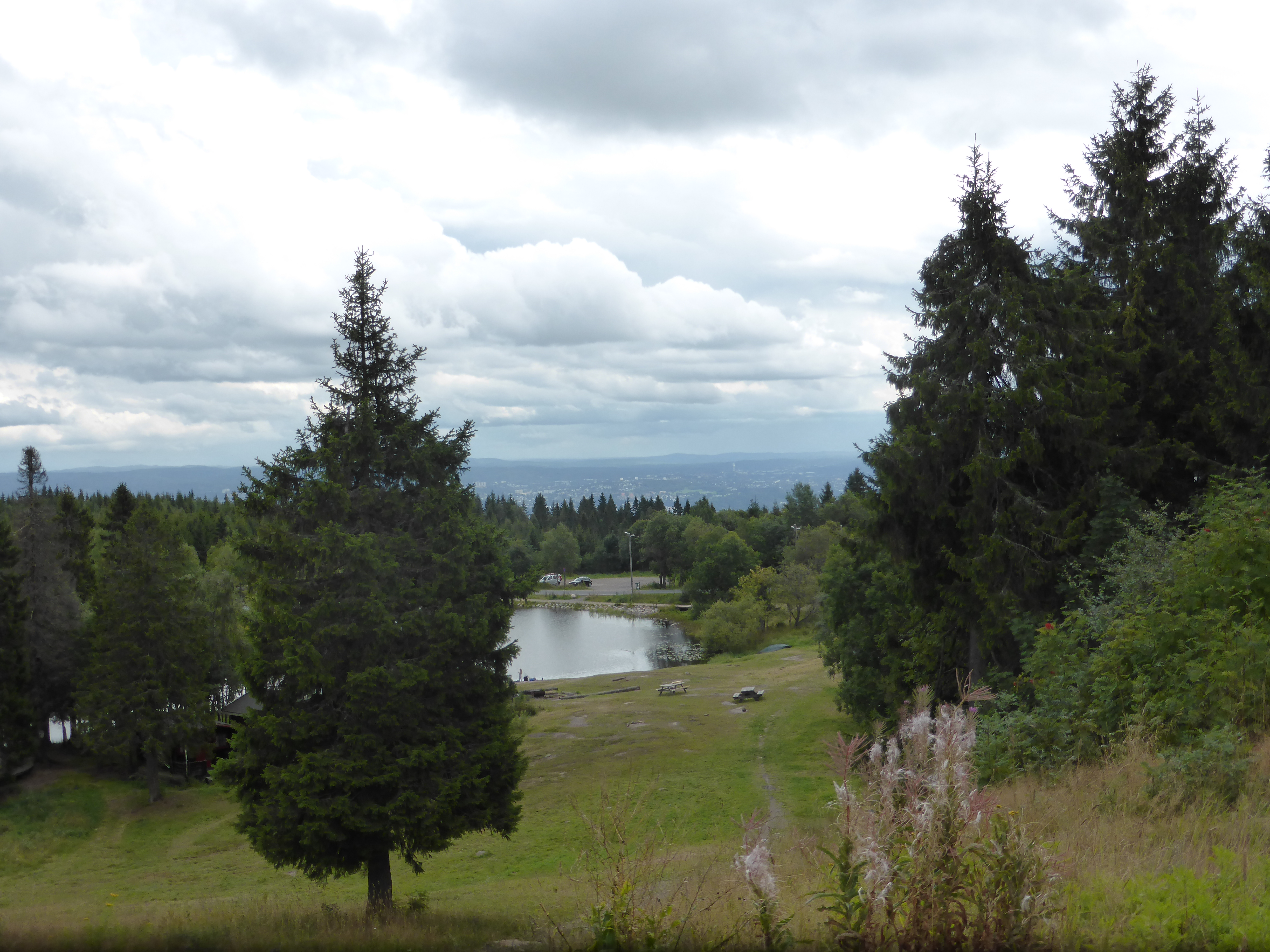
Øvresetertjern (2014)

Øvresetertjern ist ein See in Oslo, Norwegen. Dieser befindet sich auf einer Höhe von 477 m und liegt zwischen dem Berg Tryvannshøyden und Frognerseteren.